# ヒメヒコ制
ヒメヒコ制とは、古代に日本各地で成立したとされる、ヒメとヒコによる共立的統治形態をさす仮説。

## 概説
高群逸枝が自著『母系制の研究』（1938年）において提唱した仮説によれば、ヤマト王権が成立する前後の古代日本では、祭祀的・農耕従事的・女性集団の長のヒメ（あるいはミコ、トベを称号とした）と軍事的・戦闘従事的・男性集団の長のヒコ（あるいはタケル、ワケあるいはネを称号とした）が共立的あるいは分業的に一定地域を統治していたとされている。また、高群によれば、『古事記』、『日本書紀』、『風土記』などの文献には宇佐地方にウサツヒコとウサツヒメ、阿蘇地方にアソツヒコとアソツヒメ、加佐地方（丹後国）にカサヒコとカサヒメ、伊賀国にイガツヒメとイガツヒコ、芸都（きつ）地方（常陸国）にキツビコとキツビメがいたとしている。ならびに『播磨国風土記』では各地でヒメ神とヒコ神が一対で統治したとしている。そのようなヒメ・ヒコの首長はその地の神社の由来となっている例もあり、ヒメやヒコを神社名や祭神名にしている地域は、かつてヒメヒコ制の統治があったことの傍証とも言えるとしている。
ヒメ・ヒコの男女二重主権のヒメは奈良時代まで続いたと見られ、ヒコは5、6世紀に父系的政治社会に転換したとみられている。

## 地方のヒメ・ヒコ
ヤマト王権が成立する以前、地方に見られるエ・オト（兄・弟）制がヒメヒコ制の先駆的制度であったとする研究者もいる。神武天皇紀には奈良県宇陀地方に兄猾（兄宇迦斯）と弟猾（弟宇迦斯）、奈良県磯城地方に兄磯城・弟磯城およ兄倉下・弟倉下というようにエオト（兄弟）による統治制が伝えられており、ヒメヒコ制を支持する者たちは、弟猾ならびに弟磯城は祭祀的女性首長を意味し、それぞれ菟田県主と磯城県主になり、エウカシならびにエシキは軍事的男性首長を意味するという解釈を試み、美濃国では兄遠子と弟遠子、九州では兄夷守と弟夷守、兄熊と弟熊の伝承もヒメヒコ制と同一視出来ると主張している。
しかし、弟猾や弟磯城は男性と見られているし、兄多毛比命（武蔵国造）と弟武彦命（新治国造）や、兄武彦命（洲羽国造）と弟武彦命（木蘇国造）のように、「武」を冠する男弟も存在する。また男兄弟によるエオト制を異性ペアのヒメヒコ制の先駆的制度であると断言するのは強引であるという意見が多い。傍証として、景行天皇紀においては行幸先の美濃国の妹遠子・弟姫を妃にしようと泳宮に滞在しており、拒まれたため姉の姉遠子・八坂入媛命を妃としたとあり、エオトは姉妹にも適用され、エオト制＝ヒメヒコ制とはできないという指摘がある。
兄・弟という語頭名称の他に、「ネ・ベ」「オ・メ」「キ・ミ」という語尾が男女の共通名に付く場合は「ヒメヒコ制」のパターンと解釈することができる。代表的な例としてはイザナギとイザナミの夫婦神である。他にも、尾張地方の「オツナネ」(尾綱根)と「オツナマワカトベ」（尾綱真若刀俾）、シリツキトベ（志里都岐刀邊、志理都紀斗賣）とシリツキネ（志里都岐根、尻調根）そしてイナダネ（伊那陀禰、建稲種命）とイナダヒメ（伊那陀、奇稲田姫命）の場合、トベが女性名詞であるため「ヒメヒコ制」の１パターンと捉えることが出来る。また、物部氏族の祖先として登場する、欝色謎命・欝色雄命と伊香色謎命・伊香色雄命はヤマト政権以前の大和国山辺郡にも「ヒメヒコ制」に類似した１パターンが存在していたと言える。くわえて、開化天皇の后であるイカガシコメは大臣であるイカガシコオと共に石上神宮に仕えたと伝えられている。

## 邪馬台国におけるヒメヒコ制
魏志倭人伝における邪馬台国では女性のヒミコ（卑弥呼）が王に共立されて呪術的（祭祀的）支配を行い、男弟が卑弥呼を補佐して政治を執行していた。また、邪馬台国に属する対馬国や壱岐国では大官にヒコ（卑狗）、副官にヒナモリ（卑奴母離）という主副のペア制による統治の記録がある。
卑弥呼の行った「鬼道」とはシャーマニズムのことであろうと推測されており、未開社会においては王がシャーマンの役割を兼務していた可能性もあるされるが身分制が確立してくるとシャーマンと祭司は分化し、祭司は上層に、シャーマンは下層になることが多い。また部族社会では祭司の家系は部族の創始者、すなわち世界＝社会の創造者に由来し、祭司＝王であることも多いという。
琉球研究の泰斗・鳥越憲三郎氏は卑弥呼と男弟の統治形態を見て卑弥呼の統治形態を琉球国の聞耳大君と琉球国王のような祭政二重主権の統治形態であると判断した。これを見た漢人がその独特な統治形態を理解できずに「女王国」だと報告したのだという。
これが古代社会に広くみられるヒメ・ヒコ制の男女二重主権であるとされる。
また、姉弟であることから「エオト制」であるとの指摘もされている。ヒコ・ヒナモリは前述の兄夷守と弟夷守の例があるように「エオト制」である可能性が高い。また呪術（祭祀）的首長を意味する「ミミ（彌彌）」は投馬国の「タマ（多模）」は不弥国それぞれの大官であり、副官はそれぞれヒナモリとミミナリ（彌彌那利）であり、これをヒメヒコ制だと唱えることも不可能ではないが、やはり性別不明である以上は一般的なペア制と捉えるべきである。しかしながら、こういった邪馬台国にペア統治体制が数多く見られることから、ヒメヒコ制の起源を卑弥呼と男弟のペア統治に求めようとする研究者は少なくはない。
考古学者の寺沢薫氏も弥生時代の北部九州のオウ族や王族の墓を分析した経験から、それまでの部族的国家であれば、弟は本来、男系王統の王位につくべき人物で、姉の卑弥呼は弟の王権を保証する国家的祭祀を執り行う女性最高祭司（祭主）だったのではないかと述べている。

## 記紀伝承のヒメ・ヒコ
ヒメ・ヒコの一対的命名は、ヤマト王権の確立当初の崇神天皇期前後の諸文献の上に最も著しく見える。孝元天皇期の赤波迩兄彦命・埴安媛（凡河内国造族）、開化天皇期の日子国意祁都命・意祁都比売命（和珥氏族）、崇神天皇期の豊城入彦命・豊鍬入姫命、八坂入彦命・八坂入媛命、垂仁天皇期の狭穂彦命・狭穂姫命（日下部氏族）、景行天皇期の五百城入彦皇子・五百城入姫皇女などが挙げられる。これらの伝承はこの頃がヒメヒコ制の最盛期ではなく、すでにその実質を失い、命名上の遺習としてのみ残され、守られているものと考えられる。ただし多数の兄弟姉妹の中から、特に一対の人物を選んで命名するという習慣は、かつて臨時的あるいは世襲的にヒメヒコを選びだし統治者と仰いだことの反映であるという説もある。

## ヤマトヒメ・ヒコ
記紀伝承にはヤマトヒメとヤマトヒコすなわち日本の女性統治者と男性統治者を意味する名前も崇神天皇期前後に見つけることができる。ヤマトヒメでは、ヤマトトトヒモモソヒメ（倭迹迹日百襲姫）を始め、その母、ヤマトカグアレヒメ（意富夜麻登久邇阿礼比売）や叔母のヤマトトトワカヤヒメ（倭飛羽矢若屋比売）、崇神天皇の子でチチツクヤマトヒメ（千千衝倭姫命）、垂仁天皇の子でヤマトヒメ（倭姫命）などの例がある。ヤマトヒコでは、崇神天皇の子にヤマトヒコ（倭日子）、景行天皇の子にヤマトネコ（倭根子）やヤマトタケル（倭武）といった例がある。このヤマトヒメ・ヤマトヒコの伝承はこの時期の日本で男女の共立的統治の志向があったことを示唆すると言える。しかし、記紀伝承は男子の天皇の単立的統治を正当として、女王やヒメヒコの共立的統治を記していない。垂仁天皇が皇女のヤマトヒメを伊勢神宮に斎宮として送ったとの伝承は、日本におけるヒメヒコ制の終わりを意味している。
ただし男女の共同統治の伝統はその後も消えず、直系の天皇後継者が絶えた継体天皇期には再びヤマトヒメ（倭比売）やヤマトヒコオウ（倭彦王）をその傍証だとする説もある。推古天皇期においても推古天皇がヒメ（兄）を聖徳太子がヒコ（弟）を担い共同統治をしたと見ることが可能である 。

## ヒメヒコ神社
9世紀に完成した『延喜式神名帳』にはヒメヒコ制の名残と考えられる、ヒメとヒコ（ワケ）が対になって祭られている神社が35地域に知られている(表参照)。
| 延喜式神名帳にみられるヒメヒコ神社・祭神 | 延喜式神名帳にみられるヒメヒコ神社・祭神 | 延喜式神名帳にみられるヒメヒコ神社・祭神 | 延喜式神名帳にみられるヒメヒコ神社・祭神 |
| ヒメ神社・祭神                           | ヒコ神社・祭神                           | 読み                                     | 地域                                     |
| ---------------------------------------- | ---------------------------------------- | ---------------------------------------- | ---------------------------------------- |
| 龍田比女神社                             | 龍田比古神社                             | タツタ                                   | 大和国平群郡                             |
| 伊古麻都比賣                             | 往馬坐伊古麻都比古神社                   | イキ（コ）マツ                           | 大和国平群郡                             |
| 伯太姫神社                               | 伯太彦神社                               | ハカタ                                   | 河内国安宿郡                             |
| 金山孫女神社                             | 金山孫神社                               | カネ（ナ）ヤマ                           | 河内国大県郡                             |
| 鐸比賣神社                               | 鐸比古神社                               | ヌデ                                     | 河内国大県郡                             |
| 若倭姫命神社                             | 若倭彦神社                               | ワカヤマト                               | 河内国大県郡                             |
| 恩智大御食津姫                           | 恩智大御食津彦                           | ミケツ                                   | 河内国高安郡恩智神社                     |
| 為那都比売                               | 為那都比古神社                           | イナ（ツ）                               | 摂津国豊嶋郡                             |
| 久具都比賣神社                           | 久具都比古                               | クグツ                                   | 伊勢国度会郡                             |
| 阿米都加多比咩神社                       | 阿米都(和)気命神社                       | アメツ（カタ）                           | 伊豆国賀茂郡                             |
| 金村五百村比咩命神社                     | 金村五百君和気命神社                     | カネイオ（ムラ）                         | 伊豆国田方郡                             |
| 寒川比女                                 | 寒川比古                                 | サムカワ                                 | 相摸国高座郡寒川神社                     |
| 前玉姫命                                 | 前玉彦命                                 | サキタマ                                 | 武蔵国埼玉郡前玉神社                     |
| 志波姫神社                               | 志波彦神社                               | シワ                                     | 陸奥国栗原郡                             |
| 若狭姫                                   | 若狭比古神社                             | ワカサ                                   | 若狭国遠敷郡                             |
| 石桉比売神社                             | 石桉比古神社                             | イワクラ                                 | 若狭国遠敷郡                             |
| 苅田比売神社                             | 苅田比古神社                             | カリタ                                   | 若狭国遠敷郡                             |
| 天国津日咩神社                           | 天国津彦神社                             | アメノクニ（ツ）                         | 越前国敦賀郡                             |
| 越比賣                                   | 越比古                                   | コシ                                     | 越前国今立郡国中神社                     |
| 能登比咩神社                             | 能登生国玉比古神社                       | ノト                                     | 能登国能登郡                             |
| 伊夜比咩神社                             | 伊夜比古神社                             | イヤ                                     | 能登国および越後国                       |
| 美麻奈比咩神社                           | 美麻奈比古神社                           | ミマナ                                   | 能登国鳳至郡                             |
| 美伊毘賣                                 | 美伊毘彦                                 | ミイ                                     | 但馬国美含郡美伊神社                     |
| 丹生津姫                                 | 丹生津彦                                 | ニウツ                                   | 但馬国美含郡丹生神社                     |
| 大穴持海代日女神社                       | 大穴持海代日古神社                       | オオナムチウミシロ                       | 出雲国出雲郡                             |
| 鹽冶比賣                                 | 鹽冶比古神社                             | エンヤ                                   | 出雲国神門郡                             |
| 豐玉比女                                 | 豐玉比古                                 | トヨタマ                                 | 出雲国神門郡阿須利神社                   |
| 石龍比売                                 | 石龍比古                                 | イワタツ                                 | 播磨国揖保郡祝田神社                     |
| 伊和都比賣神社                           | 伊波都比古                               | イワ（ハ）ツ                             | 播磨国赤穂郡                             |
| 知波夜比売神社                           | 知波夜比古神社                           | チハヤ                                   | 備後国三谿郡、三次郡                     |
| 高積比売神社                             | 高積比古神社                             | タカツミ                                 | 紀伊国名草郡                             |
| 宇志比賣                                 | 宇志比古神社                             | ウシ                                     | 阿波国板野郡                             |
| 伊豫豆比売                               | 伊予豆比子命神社                         | イヨ（ヤ）                               | 伊予国伊予郡                             |
| 火賣神社                                 | 火男神社                                 | ヒ                                       | 豊後国速見郡                             |
| 建男霜凝比咩                             | 健男霜凝日子神社                         | シモコリ                                 | 豊後国直入郡                             |

その他、地域名を負ったヒコあるいはヒメが単独祭られている神社は片方のヒメあるいはヒコが何かの理由で欠落した可能性が考えられる。
延喜式神名帳には記載されない神社でも風土記や文書に残されているものに多賀八幡社の祭神となっている伊勢都比古と伊勢都比賣、英賀神社の祭神となっている阿賀比古と阿賀比売などのヒメヒコ神社が点在している。
このようにヒメとヒコを対として祭る神社は北陸、近畿、出雲、播磨、そして伊豆から武蔵地方を中心に点在している。この内、国名をもつ伊予ヒメ・ヒコと越ヒメ・ヒコに関しては、魏志倭人伝における女王国に属する伊邪（イヤ）国および躬臣（コシ）国の統治者の可能性があるとする説もある。

## 琉球王国
琉球王国では世俗の権力者である琉球国王と宗教的権威の聞得大君（ノロの長）による二頭体制の祭政一致の統治が成立しており、（仮説上の）ヒメヒコ制に近い統治形態が行われていた。